# Contra
Contra (魂斗羅, Kontora) é uma série de jogos eletrônicos de plataforma (Shoot 'em up) criados pela Konami em 1987. Enquanto que os primeiros jogos da série foi lançada para arcade, a série ganhou maior popularidade devido aos lançamentos de seus jogos para consoles, especialmente os títulos criados para o Nintendo Entertainment System (NES).
As fases são variadas, alternando scroll horizontal e vertical e até fases em pseudo 3D. A principio parece uma guerra normal, mas nas fases mais adiantadas o cenário vai se tornando bizarro e alienígena.

## Jogos Publicados

### Jogos originais
- Contra (Arcade, NES, MSX2) (1987)
- Super Contra (Arcade, NES, DOS) (1988)
- Operation C (Game Boy) (1991)
- Contra III: The Alien Wars (SNES, Game Boy, Game Boy Advance) (1992)
- Contra Force (NES) (1992)
- Contra: Hard Corps (Sega Genesis) (1994)
- Contra: Legacy of War (PlayStation, Saturn) (1996)
- C: The Contra Adventure (PlayStation) (1998)
- Contra: Shattered Soldier (PlayStation 2) (2002)
- Neo Contra (PlayStation 2) (2004)
- Contra 4 (Nintendo DS) (2007)
- Contra ReBirth (WiiWare) (2009)[1]
- Contra Returns (Android, iOS) (2021)
- Contra: Tournament (Android, iOS) (2023)
- Contra: Operation Galuga (NX, PS4, PS5, Xbox One, Xbox Series X/S, PC) (2024)

### Jogos cancelados
- Contra Spirits 64 (Nintendo 64)[2]